# Tensor d'estrès-energia electromagnètic
En la física relativista, el tensor d'estrès-energia electromagnètic és la contribució al tensor d'estrès-energia a causa del camp electromagnètic. El tensor tensió-energia descriu el flux d'energia i moment en l'espai-temps. El tensor d'estrès electromagnètic-energia conté el negatiu del tensor d'estrès de Maxwell clàssic que governa les interaccions electromagnètiques.

## Unitats SI
A l'espai lliure i a l'espai-temps pla, el tensor esforç electromagnètic-energia en unitats SI és
{\displaystyle T^{\mu \nu }={\frac {1}{\mu _{0}}}\left[F^{\mu \alpha }F^{\nu }{}_{\alpha }-{\frac {1}{4}}\eta ^{\mu \nu }F_{\alpha \beta }F^{\alpha \beta }\right]\,.}
on {\displaystyle F^{\mu \nu }} és el tensor electromagnètic i on {\displaystyle \eta _{\mu \nu }} és el tensor mètric de Minkowski de signatura mètrica (− + + +) i s'utilitza la convenció de suma d'Einstein sobre índexs repetits. Quan s'utilitza la mètrica amb signatura (+ − − −), el segon terme de l'expressió a la dreta del signe igual tindrà signe oposat.
Explícitament en forma de matriu:
{\displaystyle T^{\mu \nu }={\begin{bmatrix}{\frac {1}{2}}\left(\epsilon _{0}E^{2}+{\frac {1}{\mu _{0}}}B^{2}\right)&{\frac {1}{c}}S_{\text{x}}&{\frac {1}{c}}S_{\text{y}}&{\frac {1}{c}}S_{\text{z}}\\{\frac {1}{c}}S_{\text{x}}&-\sigma _{\text{xx}}&-\sigma _{\text{xy}}&-\sigma _{\text{xz}}\\{\frac {1}{c}}S_{\text{y}}&-\sigma _{\text{yx}}&-\sigma _{\text{yy}}&-\sigma _{\text{yz}}\\{\frac {1}{c}}S_{\text{z}}&-\sigma _{\text{zx}}&-\sigma _{\text{zy}}&-\sigma _{\text{zz}}\end{bmatrix}},}
on
{\displaystyle \mathbf {S} ={\frac {1}{\mu _{0}}}\mathbf {E} \times \mathbf {B} ,}
és el vector de Poynting ,
{\displaystyle \sigma _{ij}=\epsilon _{0}E_{i}E_{j}+{\frac {1}{\mu _{0}}}B_{i}B_{j}-{\frac {1}{2}}\left(\epsilon _{0}E^{2}+{\frac {1}{\mu _{0}}}B^{2}\right)\delta _{ij}}
és el tensor de tensió de Maxwell, i c és la velocitat de la llum. Així, {\displaystyle T^{\mu \nu }} s'expressa i es mesura en unitats de pressió SI (pascals).

## Convencions de la unitat CGS
La permitivitat de l'espai lliure i la permeabilitat de l'espai lliure en unitats cgs-gaussianes són
{\displaystyle \epsilon _{0}={\frac {1}{4\pi }},\quad \mu _{0}=4\pi \,}
llavors:
{\displaystyle T^{\mu \nu }={\frac {1}{4\pi }}\left[F^{\mu \alpha }F^{\nu }{}_{\alpha }-{\frac {1}{4}}\eta ^{\mu \nu }F_{\alpha \beta }F^{\alpha \beta }\right]\,.}
i en forma de matriu explícita:
{\displaystyle T^{\mu \nu }={\begin{bmatrix}{\frac {1}{8\pi }}\left(E^{2}+B^{2}\right)&{\frac {1}{c}}S_{\text{x}}&{\frac {1}{c}}S_{\text{y}}&{\frac {1}{c}}S_{\text{z}}\\{\frac {1}{c}}S_{\text{x}}&-\sigma _{\text{xx}}&-\sigma _{\text{xy}}&-\sigma _{\text{xz}}\\{\frac {1}{c}}S_{\text{y}}&-\sigma _{\text{yx}}&-\sigma _{\text{yy}}&-\sigma _{\text{yz}}\\{\frac {1}{c}}S_{\text{z}}&-\sigma _{\text{zx}}&-\sigma _{\text{zy}}&-\sigma _{\text{zz}}\end{bmatrix}}}
on el vector de Poynting es converteix en
{\displaystyle \mathbf {S} ={\frac {c}{4\pi }}\mathbf {E} \times \mathbf {B} .}
El tensor d'estrès-energia per a un camp electromagnètic en un medi dielèctric és menys conegut i és el tema de la controvèrsia no resolta d'Abraham-Minkowski.
L'element {\displaystyle T^{\mu \nu }\!} del tensor tensió-energia representa el flux del component μ -è del quatre moments del camp electromagnètic, {\displaystyle P^{\mu }\!}, passant per un hiperplà ( {\displaystyle x^{\nu }} és constant). Representa la contribució de l'electromagnetisme a la font del camp gravitatori (corbadura de l'espai-temps) en la relativitat general.

## Propietats algebraiques
La simetria del tensor és com per a un tensor esforç-energia general en relativitat general. La traça del tensor energia-impuls és un escalar de Lorentz ; el camp electromagnètic (i en particular les ones electromagnètiques) no té una escala d'energia invariant de Lorentz, de manera que el seu tensor d'energia-impuls ha de tenir una traça que s'esvaeix. Aquesta falta de rastre es relaciona finalment amb la falta de massa del fotó.